# Província de Baalbek-Hermel
Baalbek-Hermel (em árabe: بعلبك - الهرمل) é uma província do Líbano. Compreende os distritos de Baalbek e Hermel, que, por sua vez, estão subdivididos em 74 municípios, cuja capital é Baalbek.
A província cobre uma área de 3,009 km2 (1,162 sq mi) e é limitada pela província de Akkar ao noroeste, província do Norte a oeste, província de Keserwan-Jbeil e província do Monte Líbano ao sudoeste, província de Beqaa ao sul, e as províncias sírias de Homs e Rif Dimashq ao nordeste e sudeste, respectivamente. Ocupa a porção norte do Vale do Beqaa, a área agrícola mais importante do Líbano.
O ACNUR estimou a população da província em 416.427, em 2015, incluindo 137.788 refugiados registrados da Guerra Civil Síria e 8.117 refugiados palestinos. A população libanesa da região é, predominantemente, xiita com algumas regiões de cristãos e de sunitas, enquanto a população refugiada é predominantemente muçulmana sunita.
Baalbek-Hermel foi criada pela promulgação da Lei 522, em 16 de julho de 2003, na qual os distritos de Baalbek e Hermel foram separados da província de Beqaa. Contudo, a implementação da nova região só começou em 2014, com a nomeação do primeiro e atual governador, Bashir Khodr.
Sendo uma das regiões mais pobres do Líbano, o recente afluxo de refugiados sírios colocou uma pressão adicional sobre a infra-estrutura e serviços da província. A violência na Síria repercutiu na província, especialmente na área em torno de Arsal e Ras Baalbek.
O norte do vale do Beqaa e Baalbek tiveram vitórias eleitorais do Hezbollah ou do Movimento Amal, mas 46% do eleitorado votou no partido da oposição Baalbek Madinati nas últimas eleições.